# Europaparlamentsvalet i Lettland 2014
Europaparlamentsvalet i Lettland 2014 ägde rum lördagen den 24 maj 2014. Knappt 1,5 miljoner personer var röstberättigade i valet om de 8 mandat som Lettland hade tilldelats. Enligt officiella siffror minskade valdeltagandet kraftigt till 30,24 procent, en minskning med mer än 20 procentenheter jämfört med föregående val 2009. Valets främsta vinnare blev regeringspartiet Enhet med fyra mandat. Nationella alliansen, socialdemokratiska partiet Harmoni, De grönas och böndernas förbund och Lettlands ryska union fick vardera ett mandat.